# 전원교향악
《전원교향악》(La Symphonie pastorale)은 앙드레 지드가 지은 심리소설이다.
제1차 세계대전 중에 지드는 몇몇 지우(知友)들로부터 카톨릭교로 개종할 것을 강요당하였다. 그러나 그는 그리스도 자신의 말에는 계명(誡命)·위협·금제(禁制) 등은 하나도 없으니까 율법(律法)의 종교를 배척하고 자유로운 사랑의 종교만을 펴나가야 한다고 생각했다. 이렇게 하여 목사와 그 아들의 대립을 드라마로 만들어서 목사는 자유로운 사랑으로 눈먼 소녀 제르트리드를 길러갔다. 그러나 목사의 무사(無私)의 사랑에는 무의식 가운데 남성의 색욕(色慾)이 섞여 있다. 제르트리드는 개안과 동시에 자기의 것도 하나의 미신에 불과한 것이었다.

## 배경
전원교향곡은 1919년에 출간된다. 지고지순한 종교적 사랑을 묘사한 것으로 알려진 이 소설을 집필하던 1918년, 작가의 성적 체험은 아내가 아닌 다른 여인은 물론, 동성애로까지 확대된다.
장님 소녀를 두고 일어나는 종교적 고민과 갈등 양상을 일기 형식으로 풀어낸 작품. 기독교의 틀 안에서 벌어지는 갈등이 세기를 넘어 지금도 다양하게 해석된다. 신앙심과 세속적 감정 사이에서 갈피를 잡지 못하는 주인공의 내면을 다양한 상징을 통해 드러내 주어 많은 논쟁거리를 남겼다. 현대 프랑스 문학에 큰 영향을 미친 앙드레 지드의 대표작 중 하나이다.
앙드레 지드는 기독교라는 종교의 문제와 자아 발견이라는 현대 지식인의 고민을 작품 속 다양한 인물을 통해 치밀하게 다룬다.
장님 소녀를 뜻하지 않게 맡게 되자 하나님의 소명으로 인식하고 열의를 다해 키우는 목사는, 순수한 영혼의 발전 과정을 함께하면서 내면에서 피그말리온의 사랑이 자라게 된다. 한편, 장님 소녀는 무지와 본능의 어두운 혼돈의 세계에서 깊은 우물 속에 드리워진 한 가닥의 밧줄을 타고 조화와 사랑이 충만한 빛의 세계로 깨어난다. 동시에, 새가 알에서 깨어나 처음 대면하는 존재를 어미로 인식하고 무한한 사랑을 느끼듯, 목사에 대한 사랑을 느낀다. 그리고 다른 한편에는, 소통의 단절을 통해 자신을 부각시키는 목사의 아내, 젊음과 이성으로 무장한 아들까지 네 사람이 만드는 이중적 삼각관계가 장님 소녀의 개안수술을 계기로 파국을 향해 치닫는다.
제르트뤼드의 개안수술을 기점으로 작품은 갈등을 불러일으킨다. 불길한 결말을 예감하듯, 목사는 제르트뤼드를 로잔으로 보내기 전에 하나님께 드리는 기도에서, 그녀가 육신의 눈을 뜨지만 자신의 영의 눈을 거두어 가는 것 같다고 고백한다.